# Nyctemera simulatrix
Nyctemera simulatrix är en fjärilsart som beskrevs av Walker 1864. Nyctemera simulatrix ingår i släktet Nyctemera och familjen björnspinnare. Inga underarter finns listade i Catalogue of Life.